# Шайбе, Иоганн Адольф
Иоганн Адольф Ше́йбе, или Шайбе (нем. Johann Adolf Scheibe, 5 мая 1708, Лейпциг — 22 апреля 1776, Копенгаген) — немецкий и датский композитор, один из первых в Европе музыкальных журналистов и критиков.

## Биография
Сын органного мастера Иоганна Шайбе (1680—1748). Учился философии и праву в Лейпцигском университете, самоучкой освоил клавесин. В 1729 году Шайбе не прошёл конкурс на место органиста в церкви Томаскирхе, после чего уехал из Лейпцига. В 1736 переехал в Гамбург, где познакомился с Г. Ф. Телеманом. В 1737 начал выпускать первый европейский музыковедческий журнал Der Critische Musicus, где выступил с критикой Баха и Генделя, предпочитая им Телемана, Грауна и Хассе. С 1739 — капельмейстер в Бранденбурге. С 1740 — руководитель датского Королевского оркестра. Стал основателем первого датского музыкального товарищества Det musikalske Societet, организатором публичных концертов (1744—1749). С 1746 — член масонской ложи «Зоровавель», в 1749 опубликовал сборник масонских гимнов «Neue Freymaurerlieder». В 1749 году Шайбе открыл музыкальную школу в Зондербурге. Впоследствии вернулся в Копенгаген, где до 1769 был придворным композитором. Шайбе принадлежит к плеяде музыкальных критиков XVIII века, ещё в середине столетия подготавливавших почву эстетическим принципам классицизма.

## Творчество
В его воззрениях на музыкальное искусство много общего с идеями французских просветителей, со взглядами Г. Э. Лессинга. Особенно ценны суждения Шайбе об опере, будущее которой он видел в достижении полного единства музыки и поэтического слова, в создании музыкальной драмы. Шайбе — автор многочисленных музыкальных сочинений в их числе — около 70 симфоний, более 30 скрипичных концертов, более 150 концертов для флейты, сонаты, писал церковную музыку (около 200 произведений).

## Издания
- Compendium musices theoretico-practicum, das ist Kurzer Begriff derer nöthigsten Compositions-Regeln (ок. 1730)
- Der critische Musikus (I—II, 1745)
- Abhandlung vom Ursprunge und Alter der Musik, insonderheit der Vokalmusik (1754)
- «Abhandlung über das Rezitativ» (1764—1765)
- Die Theorie der Melodie und Harmonie (1773)